# An Dúchoraidh
An Dúchoraidh (en anglès Doochary), que vol dir "la presa negra" és una vila d'Irlanda, al comtat de Donegal, a la província de l'Ulster. Es troba a la Gaeltacht de Na Rosa, tot i que només una tercera part dels habitants són parlants nadius d'irlandès. La vila va rebre el guardó de Tidy Towns en 1997.